# Брендле, Маттиас
Маттиас Брендле (нем. Matthias Brändle, род. 7 декабря 1989 в Хоэнемсе, Австрия) — австрийский профессиональный шоссейный велогонщик, выступающий с 2019 года за команду «Israel Start-Up Nation». Шестикратный чемпион Австрии. Экс-рекордсмен мира в часовой гонке на треке.

## Биография
30 октября 2014 года на 200-метровом велотреке в Эгле, Швейцария на велосипеде Scott Plasma 5 побил рекорд Йенса Фогта, преодолев 51,852 км.

## Достижения
2008
2-й Тур Берлина
3-й Чемпионат Цюриха
2009
1-й  Чемпионат Австрии в групповой гонке
3-й Эшборн — Франкфурт U23
9-й Чемпионат мира U23 в индивидуальной гонке
2010
1-й Гран-при Райффайзен
2011
1-й  Спринтерская классификация Тур Романдии
2012
1-й Гран-при Зоттегема
1-й — Этап 2b (КГ) Неделя Коппи и Бартали
2013
1-й  Чемпионат Австрии в индивидуальной гонке
1-й Тур дю Юра
1-й  Спринтерская классификация Тур Романдии
1-й  Молодёжная классификация Тур Люксембурга
1-й  Горная классификация Тур де л`Эн
2-й Полинорманд
2014
 Часовой рекорд – 51,852 км
1-й  Чемпионат Австрии в индивидуальной гонке
1-й Тур Берна
1-й — Этапы 5 & 6 Тур Британии
2015
1-й — Этап 6 Тур Омана
1-й — Пролог Тур Бельгии
2016
Чемпионат Австрии
1-й  Индивидуальная гонка
1-й  Групповая гонка
2017
1-й — Этап 3 Тур Бельгии  (ИГ)
1-й — Этап 4 Тур Дании
2-й Чемпионат Австрии в индивидуальной гонке
2-й Три дня Де-Панне
4-й Чемпионат Европы в индивидуальной гонке
2018
2-й Чемпионат Австрии в индивидуальной гонке
2019
1-й  Чемпионат Австрии в индивидуальной гонке
2-й Тур Эстонии
1-й — Пролог

## Статистика выступлений

### Гранд-туры
| Гонка          | 2010 | 2011 | 2012 | 2013 | 2014 | 2015 | 2016 | 2017 | 2018 | 2019 |
| -------------- | ---- | ---- | ---- | ---- | ---- | ---- | ---- | ---- | ---- | ---- |
| Джиро д'Италия | 90   | —    | 111  | —    | —    | —    | НФ   | —    | —    | —    |
| Тур де Франс   | —    | —    | —    | —    | —    | 156  | —    | —    | —    | —    |
| Вуэльта        | —    | 155  | —    | —    | —    | —    | —    | —    | 158  | —    |

| —  | Не участвовал  |
| НФ | Не финишировал |